# Crioprosopus nigricollis
Crioprosopus nigricollis är en skalbaggsart som beskrevs av Bates 1892. Crioprosopus nigricollis ingår i släktet Crioprosopus och familjen långhorningar. Inga underarter finns listade i Catalogue of Life.